# Cesare Battisti (ativista)
Cesare Battisti (Cisterna di Latina, 18 de dezembro de 1954) é um escritor italiano e ex-ativista do Proletários Armados pelo Comunismo (PAC), um grupo militante de extrema-esquerda que cometeu atos ilegais na Itália durante o período conhecido como Anos de Chumbo. Foi condenado à prisão perpétua na Itália por quatro homicídios (dois policiais, um joalheiro e um açougueiro). Para sair de sua terra natal, ele fugiu para a França e depois para o México antes de estabelecer-se no Brasil. Ele se tornou um autor de ficção, tendo escrito 15 livros.
Cesare Battisti foi inicialmente condenado a doze anos sob a responsabilidade de participar de um grupo armado e pelo assassinato de duas pessoas, sendo acusado de outros dois homicídios. Na França, recebeu proteção sob a Doutrina Mitterrand. Mais tarde, ele foi julgado à revelia com base em depoimento no julgamento de Pietro Mutti, implicando-o em quatro assassinatos, o que elevou o total de acusações contra ele para 36. Ele recebeu uma sentença de prisão perpétua, com restrição de luz solar. Após a revogação de facto da Doutrina Mitterrand em 2002, Battisti entrou no Brasil com documentos falsos para evitar uma possível extradição.
Cesare Battisti foi preso no Rio de Janeiro em 18 de março de 2007 por policiais brasileiros e franceses. Posteriormente, o ministro da Justiça, Tarso Genro, concedeu a ele o status de refugiado político, em uma decisão polêmica que foi muito criticada na Itália, enquanto a imprensa brasileira e internacional ficou mais dividida. Em 5 de fevereiro de 2009, o Parlamento Europeu adotou uma resolução em apoio ao governo italiano e realizou um minuto de silêncio em memória às vítimas de Battisti. Em 18 de novembro de 2009, o Supremo Tribunal Federal (STF) considerou ilegal o status de refugiado e permitiu a extradição, mas também declarou que a Constituição Brasileira confere ao presidente poderes pessoais para negar a extradição se ele assim decidir. Em 31 de dezembro de 2010, no último dia efetivo de Luiz Inácio Lula da Silva como presidente, a decisão de não permitir a extradição foi oficialmente anunciada.
Battisti foi libertado em 9 de junho de 2011 da prisão depois que o STF negou o pedido da Itália para extraditá-lo. A Itália planejava então recorrer ao Tribunal Internacional de Justiça em Haia, nos Países Baixos. Em março de 2015, um juiz federal decidiu anular a decisão de conceder-lhe um visto de permanência, uma vez que isto entraria em conflito com a lei brasileira, ordenando sua deportação. Em 14 de setembro, a sexta seção do Tribunal Regional Federal da Primeira Região (com sede em Brasília) declarou a deportação de Battisti ilegal. Em 13 de dezembro de 2018, teve ordem de prisão expedida pelo ministro Luiz Fux do Supremo Tribunal Federal, tendo sido assinado no dia seguinte pelo presidente Michel Temer, o decreto de extradição de Battisti. Capturado em 13 de janeiro, na Bolívia, Cesare Battisti foi extraditado diretamente para a Itália, e enviado para uma prisão de segurança máxima na Sardenha.

## Biografia
Entre 1968 e 1971, frequentou o liceu clássico e acompanhou as atividades de militância do irmão maior, Giorgio, no Partido Comunista Italiano e em sindicatos. Participou, ainda muito novo, da juventude do PCI e das agitações estudantis de 1968. Abandonou os estudos em 1971, afastando-se do PCI pouco tempo depois, para aderir, ainda durante a adolescência, à Lotta Continua (LC), movimento da esquerda extraparlamentar italiana, ativo entre 1973 e 1979. Após sair da LC e participar de alguns squats, aderiu à Autonomia Operária. Foi preso pela primeira vez em 1972, por furto, em Frascati. Em 1974 foi novamente preso e condenado a seis anos de prisão, por assalto a mão armada. Libertado em 1976, em 1977 foi preso novamente. Na prisão de Udine, conheceu Arrigo Cavallina, ideólogo dos Proletários Armados pelo Comunismo (PAC), grupo armado de extrema-esquerda, que o introduz na organização.
Cesare Battisti passou à clandestinidade, estabelecendo-se em Milão, onde começou a militar nos Proletários Armados pelo Comunismo (PAC). O grupo deixaria de existir em 1979. Tratava-se de uma pequena organização regional, com cerca de sessenta membros, a maior parte deles de origem operária. De orientação marxista e autonomista, diferenciava-se das Brigadas Vermelhas, não só por ser bem menor mas também por sua estrutura menos rígida e muito mais descentralizada. Os PAC nunca tiveram a expressão das Brigadas Vermelhas, que sequestraram e mataram Aldo Moro, líder democrata-cristão. Enquanto as Brigadas se estruturavam militarmente, os PAC eram um grupo fluido, sem hierarquia, que assaltava mais para garantir o sustento de seus militantes do que para incentivar a expropriação de capitalistas. PAC era mais um dos cerca de 600 grupos que, entre 1969 e 1989, reivindicaram ações subversivas na Itália. Só em 1979, quando os Proletários Armados pelo Comunismo fizeram três vítimas fatais, mais de duzentos grupos de extrema-esquerda praticaram atentados na Itália.
Quatro assassinatos foram perpetrados pelo seu grupo: o de Antonio Santoro, um agente penitenciário, morto em Údine, a 6 de junho de 1978, sob a alegação de maltratar prisioneiros; o de Pierluigi Torregiani, morto em Milão, em 16 de fevereiro de 1979; o de Lino Sabadin, morto em Veneza, no mesmo no dia, sob a alegação de ser simpatizante do fascismo; e, finalmente, o de Andrea Campagna, agente policial que havia participado das primeiras prisões no caso Torregiani, morto em Milão (19 de abril de 1979). Torregiani e Sabbadin foram mortos quando reagiram a assaltos de que foram vítimas. O filho de Torregiani, à época com treze anos, também foi ferido no episódio e ficou paraplégico. O filho de Torregiani considera que Battisti é o principal responsável pelo incidente e que deve cumprir a pena a que foi sentenciado. Em declaração à agência ANSA, disse "Não se trata de nada pessoal com respeito a Cesare Battisti, mas sim de que todos entendam que os criminosos devem, mais cedo ou mais tarde, pagar por crimes tão graves".
Posteriormente, em seu livro Minha Fuga Sem Fim, Cesare Battisti declarou que abandonou os meios violentos de luta política desde o sequestro e posterior assassinato do ex-primeiro-ministro Aldo Moro, ocorrido em maio de 1978, pelas Brigadas Vermelhas. Relata que, desde então, as organizações de esquerda se apavoraram diante da violenta repressão que se seguiu à morte do expoente da democrata-cristão, e mergulharam na discussão sobre a continuidade da luta armada. Também os PAC refluíram, mas, sendo uma organização excessivamente descentralizada, um dos núcleos do grupo reivindicou o assassinato do comandante da prisão, no verão de 1978. Foi quando Battisti rompeu com a organização. "Juntamente com parte dos militantes de primeira hora, naquele momento decidi virar a página e renunciar definitivamente à luta armada", diz, no livro. Assim, segundo afirma, quando ocorreram os outros três assassinatos pelos quais foi condenado, ele nem sequer seria militante dos PAC.

### Primeiro julgamento e fuga
De todo modo, Cesare Battisti acabou sendo preso na Itália, em junho de 1979. Neste primeiro processo, não lhe foi atribuída qualquer relação com a morte do comandante da prisão. Foi sentenciado a doze anos de prisão, sob acusação de participação em grupo armado, assalto e receptação de armas.
Foi dessa época também a lei de delação premiada, que fez proliferar os pentiti (arrependidos).
Battisti conseguiu fugir da prisão de Frosinone, em 4 de outubro de 1981, com a ajuda de Pietro Mutti, o futuro "arrependido", que lhe imputaria participação central nos crimes e delitos atribuídos aos PAC.
Foi para a França e, durante cerca de um ano, viveu clandestinamente, em Paris, onde conheceu sua futura esposa. Mudou-se para o México, instalando-se em Puerto Escondido. No México nasceu sua primeira filha. Ali também escreveu o seu primeiro livro, atuou na área cultural, fundando a revista ViaLibre, que ainda existe em versão eletrônica, e dedicou-se a atividades literárias. Participou do Festival do Livro, em Manágua, e organizou a primeira Bienal de Artes Gráficas do México. Ali começou a escrever, estimulado pelo romancista Paco Ignacio Taibo II, e colaborou com vários jornais.

### Retorno para a França
O presidente francês François Mitterrand indicou, em 21 de abril de 1985, no 65º Congresso da Ligue des Droits de l'Homme, que "pessoas envolvidas em atividades terroristas na Itália até 1981 e que tivessem abandonado a violência" poderiam optar pela não extradição para a Itália, caso não praticassem mais crimes.
Acreditando nesta declaração, Battisti retornou para a França em 1990, onde já estavam a esposa e a filha, mas acabaria sendo preso, em razão de um pedido de extradição da justiça italiana, em 1991. Permaneceu na prisão de Fresnes por quatro meses, antes de ter sua extradição negada, em abril de 1991, pela Câmara de Acusação de Paris (Chambre d'accusation de Paris) que o declara, por duas vezes, não extraditável.
Libertado, continua a viver em Paris, com a esposa e, agora, duas filhas, trabalhando como escritor e tradutor, amparado pela chamada "Doutrina Mitterrand" (do então presidente socialista François Mitterrand), segundo a qual nenhum acusado que abdicasse da violência seria extraditado, caso não houvesse, no país de origem, garantia de amplo direito de defesa.
Já no governo Chirac, com a mudança de orientação política, também a justiça francesa modifica sua posição e, depois de quase vinte anos, em outubro de 2004, a França concede a extradição de Battisti - já então um escritor conhecido. A mudança de atitude do governo francês provoca reações da opinião pública do país e o surgimento de um movimento de apoio ao escritor. Na iminência de ser extraditado, Cesare Battisti foge novamente - segundo ele, com a ajuda de membros do serviço secreto francês, que lhe teriam sugerido o Brasil como destino, além de lhe fornecerem um passaporte italiano, com sua foto e dados pessoais. Battisti conta que saiu da França de carro para a Espanha e, de lá, para Portugal, onde embarcou para a Ilha da Madeira e, em seguida, para as Ilhas Canárias e, finalmente, para Fortaleza, via Cabo Verde.

### Segundo julgamento
Depois de quase dez anos do trânsito em julgado, o processo contra Battisti é reaberto na Itália, sendo o mais forte elemento da acusação o depoimento do preso "arrependido" - Pietro Mutti.
Com a morte do carcereiro Santoro, à época da primeira fuga de Cesare Battisti, Pietro Mutti - também ex-integrante dos PAC - opta pela delação premiada e atribui os quatro assassinatos a Battisti, que, foragido, foi julgado à revelia e condenado à prisão perpétua pelos crimes de homicídio e roubo. De acordo com a Justiça italiana e alguns analistas, mesmo julgado como revel, Battisti teve amplo direito de defesa e a sentença foi baseada no testemunho de diversas pessoas.
Em 1987, ainda enquanto estava no México, foi novamente julgado na Itália, à revelia, por estar foragido. É então considerado culpado pela autoria direta ou indireta dos assassinatos de Antonio Santoro, Lino Sabbadin, Andrea Campagna e Pierluigi Torregiani, e condenado à prisão perpétua. De acordo com a justiça italiana, foi dado a Battisti amplo direito de defesa e a sentença foi baseada no testemunho de diversas pessoas. No entanto, seus advogados, inclusive os franceses, alegam que o julgamento teria sido viciado, com manipulação da delação premiada e falsificação da procuração passada ao advogado que o defendeu (nomeado após a prisão dos advogados que inicialmente cuidavam do caso). Os advogados também consideram que houve falhas na produção de provas técnicas. Nos anos posteriores, as Cortes italianas negariam um novo julgamento ao condenado.
Nesse segundo julgamento, as delações premiadas dos ex-militantes do PAC Pietro Mutti e Sante Fatone foram decisivas para a condenação à prisão perpétua aplicada a Battisti. Conforme a própria sentença do Tribunal do Júri de Milão de 1988, "as declarações dadas por Pietro Mutti a partir de 5 de fevereiro de 1982 determinam uma reviravolta radical nas investigações e levam à incriminação dos atuais imputados [Battisti e outros membros do PAC]".
Dois dos quatro assassinatos ocorreram em 16 de fevereiro de 1979 - sendo um em Milão, às 15 horas, e o outro em Mestre, a quinhentos quilômetros de Milão, às 16h50. Battisti foi condenado pela participação direta em um dos homicídios e como mandante intelectual do outro.
A sentença proferida em seu julgamento, e também pelo Primeiro Tribunal do Júri de Apelação de Milão em 1988, qualificam todos os tipos penais em que teria incorrido Battisti como integrantes de "um só projeto criminoso, instigado publicamente para a prática dos crimes de associação subversiva constituída em quadrilha armada, de insurreição armada contra os poderes do Estado, de guerra civil e de qualquer maneira, por terem feito propaganda no território nacional para a subversão violenta do sistema econômico e social do próprio País".
Battisti declarou numa entrevista que Mutti teria sido coagido a dar seu testemunho através de torturas, que segundo ele faziam parte do cotidiano da Itália naquela época. Cesare Battisti foi condenado, em 1987, com base em uma legislação de emergência, reservada aos processos contra militantes da extrema esquerda. Essas chamadas leis especiais de 1974-1982 suspendiam alguns direitos. Durante a instrução do processo do homicídio Torreggiani, por exemplo, treze indiciados denunciaram ter sofrido torturas e muitas confissões foram retratadas posteriormente. A propósito da legislação de exceção vigente nos anos 1970, o jurista italiano Italo Mereu escreve, no prefácio da segunda edição do seu livro Storia dell'intolleranza in Europa: "Queria documentar o quanto era equívoco fingir salvar o Estado de Direito, transformando-o em Estado policial".
Setores da extrema esquerda, especialmente na França e no Brasil, questionam a neutralidade do julgamento e a extradição concedida pelo governo francês, lembrando que o condenado já havia comparecido a uma jurisdição francesa, a Chambre d'accusation de Paris, em 1991. Naquela ocasião, a Corte, por duas vezes, se manifestara contra a extradição de Battisti. Ao julgar pela segunda vez o mesmo caso, atendendo às pressões do governo italiano, a justiça francesa teria violado um princípio do direito, segundo o qual não se pode julgar mais de uma vez a mesma pessoa pelo mesmo fato.
Os advogados de Battisti no Brasil afirmam também que não houve provas materiais, além do depoimento de uma testemunha que supostamente se aproveitava dos benefícios da delação premiada. Alegam ainda que Battisti foi condenado à prisão perpétua na Itália, com isolamento solar - pena que não existe no Brasil - e que o advogado que o defendeu, quando o caso foi reinaugurado, utilizou-se de procuração falsa. Acrescentam também que os delitos imputados a Battisti no pedido de extradição, são frutos de ação política, e que a Constituição Brasileira, bem como a jurisprudência e o tratado de extradição entre Brasil e Itália, impedem a extradição por crimes políticos.
Para o governo francês, a condenação à prisão perpétua em contumácia, sem possibilidade de um novo julgamento - o que contraria a legislação francesa - foi motivo para negar por mais de uma vez a extradição de Battisti, assim como a de vários outros italianos acusados de crimes políticos.

### Refúgio no Brasil
Em 18 de março de 2007, foi detido no Rio de Janeiro, durante uma operação conjunta que envolveu a Interpol e as polícias brasileira, italiana e francesa. Em 28 de novembro de 2008 o Comitê Nacional para os Refugiados (CONARE), órgão responsável por julgar casos de asilo em primeira instância, rejeitou, por três votos a dois, seu pedido de refúgio no Brasil.
Em dezembro de 2008, a defesa de Cesare Battisti recorreu ao Ministro da Justiça, Tarso Genro, conforme orienta o artigo 29 da Lei 9 474/97.
A resposta ao recurso foi publicada em janeiro de 2009, num arrazoado de treze laudas, sendo favorável à concessão do status de refugiado político ao ex-terrorista. A decisão gerou controvérsia, que ocupou os meios de comunicação internacionais, particularmente dos três países diretamente envolvidos no caso - Brasil, França e Itália.
A decisão do ministro baseou-se na tese de "fundado temor de perseguição por suas ideias políticas", argumento indispensável para reconhecer a condição de refugiado político, como prevê o artigo 1º da mesma lei.

#### Concessão do refúgio
Em seu despacho, Tarso Genro citou obras de teoria política segundo as quais é normal e previsível que, em momentos de extrema tensão social e política, haja uma reação legítima por parte do Estado democrático para garantir sua autopreservação; e que também é normal e previsível que comecem a funcionar aparatos semiclandestinos ou paralelos ao Estado, com a colaboração ou conivência dos órgãos de serviço secreto, que se autoinvestem da função de legítimos justiceiros, sendo estes, em última análise, tão perigosos para o Estado Democrático quando os que tentam subvertê-lo por meio da violência. Segundo Tarso, nesses casos, a judicialização da política, paradoxalmente, atinge as garantias democráticas sem que o regime democrático seja colocado em dúvida.
Segundo o despacho, no caso da Itália, as possibilidades para que os abusos ocorressem estavam dadas pelo próprio ordenamento jurídico forjado nos anos de chumbo, conforme análise de Mucchielli, sobre o artigo 41-bis. Segundo o autor, "a magistratura italiana foi então dotada de todo um arsenal de poderes de polícia e de leis de exceção: a invenção de novos delitos como a associação criminal terrorista e de subversão da ordem constitucional veio se somar e redobrar as numerosas infrações já existentes – associação subversiva, quadrilha armada, insurreição armada contra os poderes do Estado etc." E que conclui dizendo que "esta dilatação da qualificação penal dos fatos garantia toda uma estratégia de arrastão judiciário a permitir o encarceramento com base em simples hipóteses, e isto para detenções preventivas, permitidas pelo decreto-lei de 15 de setembro de 1979, por uma duração máxima de 10 anos e 8 meses."
A respeito da definição de crime político, baseou-se no entendimento de Francisco Rezek: "no domínio da criminalidade comum … os estados se ajudam mutuamente, e a extradição é um dos instrumentos desse esforço cooperativo. Tal regra não vale no caso da criminalidade política, onde o objetivo da afronta não é um bem jurídico universalmente reconhecido, mas uma forma de autoridade assentada sobre ideologia ou metodologia capaz de suscitar confronto além dos limites da oposição regular num Estado democrático" e sobre a juridicidade da concessão de refúgio, no entendimento do mesmo jurista: "A qualificação de tais indivíduos como refugiados, isto é, pessoas que não são criminosos comuns, é ato soberano do Estado que concede o asilo. Cabe somente a ele a qualificação. É com ela que terá início ou não o asilo".
O ministro da Justiça ressaltou também o fato de que Battisti foi condenado pelo testemunho de um ex-companheiro dos PAC, Pietro Mutti, premiado pela delação. Tais alegações de Genro foram peremptoriamente negadas por autoridades italianas. Por último, mencionou que Battisti viveu mais de uma década na França como zelador de um prédio, tendo recebido da França o que chamou de "asilo informal"; que tal asilo teria sido dado por motivos políticos e revogado também por motivos políticos e que, portanto, a seu ver, haveria suficientes fatores objetivos e subjetivos para concluir que havia fundado temor de perseguição.
O então ministro dos Negócios Estrangeiros da Itália, Franco Frattini, disse que a decisão Genro foi emitida "por um ministro da Justiça que tem uma visão ideológica e política muito evidente, de aberto apoio às ideias de guerrilha".
Tarso, que nunca participou de luta armada, disse que seu passado de oposição à ditadura não influenciou sua decisão: "se pesasse o meu passado político eu não daria o refúgio. Meu passado político não está vinculado a nenhum tipo de aceitação de ações da natureza das ações que são imputadas ao senhor Battisti. Se pesasse, ele determinaria a não concessão do refúgio". Lembrou que o Brasil asilou o ex-ditador paraguaio Alfredo Stroessner, e completou: "a decisão do Ministério da Justiça não está fazendo nada de mais do que já houve em relação a esse cidadão durante onze anos na França. O Brasil não está fazendo nada de novo ao reconhecê-lo como refugiado".

#### Reação da Itália
Com sua argumentação em favor do refúgio político, o ministro brasileiro causou a irritação das autoridades italianas, segundo as quais Tarso Genro coloca em dúvida a democracia italiana e a lisura de seus mecanismos judiciais.
As ameaças italianas foram das mais variadas - desde o cancelamento de uma partida de futebol amistosa entre Brasil e Itália, até o "boicote turístico" ao Brasil, proposto pelo senador Sergio Divina, da Liga Norte, entremeadas por alusões feitas por um deputado, também da Liga Norte, acerca da fama dos juristas do Brasil, comparada à das "dançarinas" (sic) brasileiras. Embora os italianos sejam um dos mais numerosos grupos de turistas que visitam o Brasil, notadamente a região Nordeste, a ameaça de boicote turístico não provocou reações significativas por parte de empresários do setor. Também não foram registradas manifestações, seja por parte das dançarinas, seja por parte dos juristas brasileiros.
A Associação Italiana das Vítimas do Terrorismo (AIVITER) condenou o refúgio concedido a Battisti. Realizaram-se protestos diante da embaixada brasileira. A Itália pediu explicações ao embaixador brasileiro, Adhemar Bahadian, e chamou seu embaixador em Brasília, Michele Valensise, para consultas, fatos que ilustram uma possível tensão diplomática gerada pelo episódio.
A Câmara dos Deputados da Itália aprovou em 26 de fevereiro, por unanimidade dos 413 votos, uma moção que cobrava a intervenção do governo italiano para obter do Brasil a revogação do refúgio. O Partido Democrático, principal partido de centro-esquerda italiano, favorável à extradição, condenou o refúgio.
No governo brasileiro, o Ministério das Relações Exteriores apoiou a decisão de Tarso Genro e reiterou a manifestação de confiança de Lula na carta enviada ao presidente italiano.
Corte Internacional de Haia
O ministro italiano das Relações Exteriores, Franco Frattini, informou que se encerraria no dia 15 de setembro de 2011 o prazo para a formação da Comissão de Conciliação sobre o caso do italiano Cesare Battisti. Frattini explicou que se o Brasil não indicasse o seu representante, a Itália levaria o caso à Corte de Haia.

#### Repercussão na imprensa
A grande imprensa da Itália se manifestou em peso contra a decisão do governo brasileiro.
No Brasil, os vários órgãos da grande imprensa se manifestaram contra a decisão do governo. A Folha de S.Paulo, entretanto, em matéria assinada por Eliane Cantanhede e Simone Iglesias, informou que o veto do Conare à concessão de asilo fora influenciado pela representante do Itamaraty, a qual "considerou a pressão da Itália pela extradição".
A revista Veja, na edição de 21 de janeiro de 2009, na seção "Carta ao Leitor", levantou a hipótese de Tarso Genro estar certo, mas, já na edição seguinte, publicou "O que ainda não se sabia sobre ele" e concluiu dizendo que a decisão ministerial fora um erro e um desrespeito às instituições democráticas italianas.
Mino Carta, editor da revista Carta Capital, criticou duramente a decisão do Ministério da Justiça.
A edição brasileira do Le Monde diplomatique, tradicional periódico de origem francesa, apoiou o refúgio a Cesare Battisti e criticou duramente o ítalo-brasileiro Mino Carta, dizendo que o artigo fere a tradição da revista que o publica e que, como texto jornalístico, é desinformado e omisso.
O influente semanário britânico The Economist, igualmente se manifestou contra a decisão do ministro Tarso Genro, recordando o caso de Ronald Biggs, notório assaltante britânico que obteve asilo no Brasil por ter tido um filho brasileiro. O jornal acusa o ministro brasileiro e outros membros do governo, de serem solidários a Battisti por também serem ex-militantes da extrema esquerda.
Já no jornal brasileiro Valor Econômico, matéria assinada por Maria Inês Nassif sustentava que "Tarso certamente não cometeu nenhuma heresia ao conceder a Battisti o status de refugiado político" e que as múltiplas contradições e inconsistências existentes no processo que levou à condenação de Battisti, podem "expor a falta de legitimidade de ações policiais e judiciais desse período difícil da Itália" - gli anni di piombo. Segundo ela, ele foi o único dos PAC a ser condenado à prisão perpétua. O jornalista Reinaldo Azevedo, por sua vez, criticou a articulista por ter usado a autobiografia de Cesare Battisti como uma das fontes da matéria e por conceder o epíteto de cavaleiro errante a um condenado por quatro assassinatos.
Já o semanário francês Le Journal du Dimanche, em matéria denominada "Brasil, terra de asilo", comenta que "Tarso Genro aparentemente foi sensível aos argumentos do ex-ativista italiano", que havia declarado, durante entrevista a um semanário brasileiro, que temia por sua vida, caso voltasse à Itália. De resto, o jornal francês publicou uma pequena retrospectiva do caso, desde o pedido de extradição da Itália para a França, o apoio dado a Battisti por intelectuais e políticos franceses, a fuga do italiano em agosto de 2004, quando sua extradição era dada como certa, e finalmente a prisão no Brasil, em março de 2007, "onde em breve deverá, finalmente, ser capaz de viver em liberdade".
O Le Monde, por sua vez, deu espaço aos diferentes pontos de vista sobre o caso. Logo após o governo brasileiro ter negado a extradição, o jornal publicou as manifestações de desagrado, em seus vários tons, registradas na Itália - desde o bombástico L'Italia non si arrende, de Silvio Berlusconi, em seguida de declarações do seu ministro da Defesa, que ameaçou boicotar o Brasil, até as críticas de parlamentares italianos de todas as tendências, incluindo alguns desaforos dirigidos ao então presidente Lula, pessoalmente, e os protestos das famílias das vítimas e da Associação Nacional dos Funcionários da Polícia. O jornal também registrou as reações de aprovação à decisão do presidente Lula, sendo observadas na França, por parte de integrantes do movimento que apoiavam Battisti. Segundo enquete do Estado de São Paulo, 74% dos brasileiros apoiaram a permanência dele no Brasil.

#### Argumentos a favor da extradição
Setores favoráveis à extradição acreditavam que Battisti seria culpado dos crimes que lhe eram imputados, e que a democracia italiana tenha sido capaz de julgá-lo com a conveniente neutralidade, conforme reconheceram o governo da França, o Tribunal Europeu dos Direitos Humanos e o CONARE.
Em carta entregue à agência ANSA, dois ex-companheiros de Battisti, Sebastiano Masala, Giuseppe Memeo e a viúva de um terceiro, Gabriele Grimaldi, todos condenados pelos mesmos quatro homicídios que valeram a Battisti a condenação à prisão perpétua - classificam como "infames" as acusações de serem "arrependidos". "Fomos condenados e pagamos pelos acontecimentos dramáticos nos quais estivemos envolvidos há trinta anos. Não negociamos nossa liberdade em detrimento dos outros. Consideramos abjeto o fato de Battisti nos tratar de 'arrependidos'", declararam os dois ex-integrantes do Proletários Armados para o Comunismo. Um quarto homem, um "arrependido" - que foi beneficiado com uma redução da pena em troca da colaboração com a justiça - não assinou a carta.
Especula-se também que, em sua recente visita ao Brasil, o presidente francês Nicolas Sarkozy tenha solicitado ao presidente Lula a concessão de refúgio a Battisti, aventando-se  a possibilidade de que a posição do governo francês quanto ao caso tenha sido modificada por influência da primeira-dama, Carla Bruni, italiana de nascimento. Esta, porém, desmente tudo, dizendo-se "surpresa" pelo crescimento de tal boato.
O Tribunal Europeu dos Direitos Humanos declarou, por unanimidade, em uma decisão de 12 de dezembro de 2006, que as decisões na Itália sobre Battisti foram feitas em estrita conformidade com os princípios do devido processo.
Em 5 de fevereiro de 2009, o Parlamento Europeu aprovou resolução de apoio à Itália e realizou um minuto de silêncio, por sugestão da deputada Roberta Angelilli, do Partido Popular Europeu (Democratas-Cristãos), pelas vítimas dos assassinatos.
Em 20 de Janeiro de 2011 o Parlamento Europeu aprovou uma nova resolução (com um voto contra) para solicitar a intervenção da União Europeia para apoiar o pedido de extradição na Itália de Cesare Battisti

#### Argumentos a favor do refúgio político

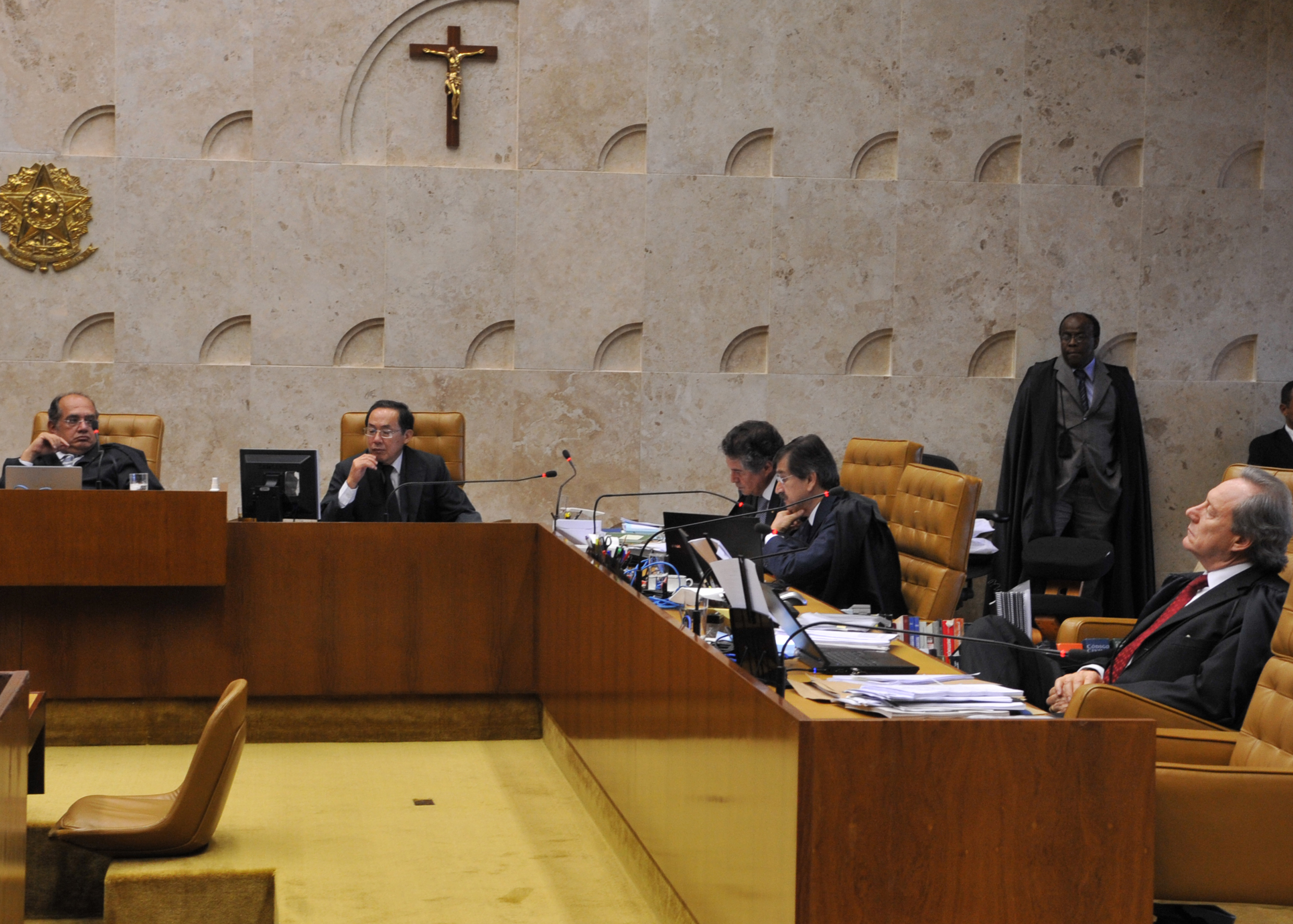
Julgamento sobre o caso Battisti no Supremo Tribunal Federal.

Já os defensores da decisão do governo argumentavam que - à diferença da legislação francesa, por exemplo - na Itália, Battisti não teria direito a novo julgamento, mesmo tendo sido condenado à prisão perpétua, à revelia, com a ajuda da delação premiada, e apesar das alegadas falhas técnicas no processo. Afirmavam haver uso político do caso, por setores interessados na manutenção de uma legislação excessivamente dura, concebida no auge da ação de grupos armados, que ameaçavam a ordem social e política na Itália - isto é, havia mais de vinte anos. Destacavam também que o governo italiano julgou crimes claramente políticos como crimes comuns, numa suposta manobra para dar base jurídica a pedidos de extradição. Esta tese foi atestada pelo próprio ministro do Interior italiano daquela época, Francesco Cossiga, em carta datada de fevereiro de 2008. Na carta, Cossiga declara que havia, na ocasião, um acordo para "fazer passar os subversivos de esquerda e os subversivos de direita como simples terroristas, ou absolutamente como criminosos comuns". Finalmente, sustentavam, com base na conduta de Battisti nos países onde viveu desde que deixou a Itália, que o escritor não seria um perigo para a sociedade.
A decisão do Ministério da Justiça foi defendida pelo jurista Dalmo Dallari, professor emérito da Universidade de São Paulo. Eduardo Carvalho Tess Filho, presidente da Comissão de Direito Internacional da Ordem dos Advogados do Brasil e Durval de Noronha Goyos Júnior, especialista em Direito Internacional, afirmaram, sem entrar no mérito do caso de Cesare Battisti, que o governo brasileiro tem a prerrogativa de oferecer refúgio em casos análogos.[carece de fontes?]
Da mesma forma, isto é, sem entrar no mérito do caso, o constitucionalista brasileiro José Afonso da Silva, em parecer datado de 3 de abril de 2009, aprovado pela Comissão de Estudos Constitucionais do Conselho Federal da Ordem dos Advogados do Brasil, concluiu que a decisão do ministro da Justiça, Tarso Genro, de conceder a condição de refugiado a Cesare Battisti foi constitucionalmente legítima, sendo "um ato da soberania do Estado brasileiro" . Segundo o jurista, "nos termos do art. 33 da lei 9 474, de 1997, fica obstada a concessão da extradição, o que implica, de um lado, impedir que o Supremo Tribunal Federal defira o pedido em tramitação perante ele, assim como a entrega do extraditando ao Estado requerente, mesmo que o Supremo Tribunal Federal, apesar da vedação legal, entenda deferir o pedido".
O deputado federal Pompeo de Mattos (PDT-RS), presidente da Comissão de Direitos Humanos da Câmara dos Deputados, afirmou que "ao conceder refúgio político a Cesare Battisti no Brasil, o Estado brasileiro age em inequívoca consonância com nossa Carta Magna, que veda a extradição motivada por crimes políticos e estatui que, neste país não haverá penas de morte ou de caráter perpétuo".
O então senador Eduardo Suplicy, um dos defensores de Cesare Battisti, entregou pessoalmente ao STF uma carta do italiano, na qual o ex-militante reconhece ter participado de movimentos armados subversivos na década de 1970 e admite, inclusive, a participação regular em roubos de bancos; nega, contudo, qualquer participação ativa nos homicídios pelos quais foi condenado.
O Ministério da Justiça recebeu um documento com 89 assinaturas de professores universitários, escritores, representantes de organizações não governamentais de defesa dos direitos humanos, manifestando apoio à sua decisão.
Na França, o movimento de solidariedade a Battisti existia desde 2004, quando foi feito o segundo pedido de extradição - atendido - às autoridades francesas. A iniciativa contou com a adesão de vários intelectuais e personalidades do mundo das artes e da política do país, dentre os quais, Bernard-Henri Lévy (autor do prefácio ao último livro de Battisti, Ma Cavale) e os escritores Serge Quadruppani e Daniel Pennac. Cesare Battisti recebeu o apoio, inclusive econômico, da escritora francesa Fred Vargas, autora do livro La Vérité sur Cesare Battisti ("A verdade sobre Cesare Battisti"). No dia em que ele foi preso no Rio de Janeiro, seu telefonema para a casa de Vargas, em Paris, teria sido rastreado pela polícia brasileira.
A publicação Amnistia.net afirmou também que as enormes pressões exercidas pela Itália no caso Battisti não se verificavam quando se tratava de procurar ex-militantes  da extrema-direita italiana - intimamente ligada às agências do estado, segundo a publicação.
O caso de Cesare Battisti também foi motivo de preocupação nas Nações Unidas. O Alto Comissariado das Nações Unidas para Refugiados (ACNUR) enviou documento ao Supremo Tribunal Federal, alertando que caso Battisti poderia incentivar reabertura de antigos processos de extradição em outros países, caso o Brasil descumpra a regra prevista na Convenção da ONU de 1951, que impede a extradição de refugiados. Temia-se que a instituição do refúgio fosse debilitada. "O ACNUR previu que a decisão que viesse a ser tomada neste caso pudesse influenciar a maneira pela qual as autoridades de outros países aplicarem a definição de "refugiado" e lidassem com casos de extradição envolvendo refugiados reconhecidos formalmente," disse o representante do órgão no Brasil, Javier López-Cifuentes, em documento encaminhado aos ministros do STF.
O alerta partiu inicialmente do Comitê Nacional para os Refugiados (Conare), órgão do Ministério da Justiça. Em documento encaminhado aos ministros do Supremo, o Conare diz que uma decisão do Supremo poderia estimular outros países a recorrer ao Poder Judiciário para pedir a extradição de outros refugiados. O Conselho avaliou que o STF não tinha competência para julgar se esses refugiados sofreriam perseguição política ou motivada por fatores raciais, étnicos ou religiosos, em seus países. Caberia aos ministros do Supremo analisar apenas as questões técnicas legais - não os fatos que levaram à concessão do refúgio. Os países não apelam às Cortes Supremas porque a lei impede a entrega de refugiados e determina que processos de extradição sejam arquivados quando existe a concessão do refúgio pelo Poder Executivo. Também Segundo um ex primeiro ministro italiano, um juiz italiano e um ex-chefe da espionagem italiana admitiram que a OTAN com apoio da CIA e do Pentágono faziam atentados na Itália contra civis para culpar os comunistas.

##### O artigo 41 bis
O Comitê Europeu para a Prevenção da Tortura (CPT), em relatório acerca dos regimes de detenção especiais vigentes na União Europeia, assinalou a extrema dureza do regime especial vigente na República Italiana, referindo-se especificamente ao chamado artigo 41-bis O CPT levantou problemas de conformidade com os Direitos do Homem, lembrando que o Tribunal Europeu dos Direitos do Homem já havia condenado o regime de detenção especial da Itália, por violação do artigo 6 da Convenção Europeia dos Direitos Humanos. A legislação italiana não contempla a possibilidade de recurso para obter a revisão da condenação sob um tal regime. Sobre medidas especiais de detenção vigentes na Itália, a rede de peritos independentes da União Europeia para questões de Direitos do Homem também já se havia manifestado em seu relatório de 2002. Segundo o documento, "dado que o regime excepcional compreende [...] medidas que não apresentam qualquer relação com o objetivo da segurança, é lícito questionar-se a sua compatibilidade com a abordagem preconizada pelo Comitê para a Prevenção da Tortura."
Segundo Patrizio Gonella, presidente da organização Antigone, atuante na defesa de direitos e garantias no âmbito do sistema penal europeu, a Itália ficou famosa no exterior por sua legislação de emergência, imposta desde os anni di piombo (período compreendido entre o pós-1968 e o início da década de 1980). Segundo ele, "as penas durante os anos de chumbo eram desproporcionais. A Itália tinha e tem uma legislação de emergência que a tornou tristemente célebre no exterior. Uma pena aplicada 30 anos depois do fato torna-se vingança." Segundo Gonella, até mesmo a juíza federal norte-americana D.D. Sitgraves, tida como linha dura, considerava que o regime de cárcere duro - instituído pelo artigo 41 bis e aplicado aos acusados de terrorismo - estivesse "no limite da tortura". A juíza Sitgraves, que atuou no julgamento de casos de deportação, notabilizou-se por ser, estatisticamente, bem mais severa do que seus pares, no julgamento de casos de imigração ilegal - mesmo considerando-se o baixo padrão geral de tolerância vigente durante a administração Bush, pós-11 de Setembro.

### Tentativa de extradição

Battisti na penitenciária da Papuda, em Brasília, durante visita de um grupo de parlamentares das comissões de Direitos Humanos do Senado e da Câmara dos Deputados.

O parecer do Ministério Público Federal sobre o caso chegou ao Supremo em janeiro. Nele, o então procurador-geral da República, Antonio Fernando Souza, opinou pelo arquivamento do pedido de extradição, sem julgamento de mérito, em razão do artigo 33 da Lei 9 474/97.
Em maio, Antonio Fernando de Sousa já havia encaminhado parecer ao STF reiterando a recomendação de que fosse extinto o processo de extradição contra Cesare Battisti, sem julgamento de mérito, e que o preso fosse libertado. De acordo com o procurador-geral, a concessão do status de refugiado a Battisti impediria o prosseguimento da extradição, conforme decisões anteriores do próprio STF. Ademais, Sousa esperava que o STF julgasse improcedente o mandado de segurança apresentado pelo governo italiano contra a decisão de Tarso Genro, já que apenas pessoas físicas ou pessoas jurídicas de direito privado podem impetrar mandados de segurança. O governo italiano é pessoa jurídica de direito público internacional. Não poderia, portanto, mover esse tipo de ação. No início de junho de 2009, o presidente da OAB divulgou nota solicitando presteza no julgamento pelo STF do pedido de extradição de Cesare Battisti - que, apesar de ter status de refugiado desde dezembro de 2008, continuava preso desde março de 2007.
Em janeiro de 2009, em meio à repercussão do caso nos meios de comunicação, o presidente do STF, Gilmar Mendes, anunciou que o pedido de extradição seria julgado em março e enquanto isso, o réu seria mantido preso. De março, a previsão foi para maio; de maio, foi para junho. Depois, o ministro Gilmar Mendes informou que o processo deveria ser julgado em agosto. O Supremo deveria analisar se a concessão do refúgio a Battisti anularia ou não o processo de extradição, solicitada pela Itália. Caberia ao relator do caso, ministro Cezar Peluso, levar o caso ao plenário. A colocação de processos em pauta é atribuição exclusiva do presidente do STF, Gilmar Mendes.

#### Julgamento
Após sucessivos adiamentos, o julgamento do pedido de extradição foi marcado para o dia 9 de setembro de 2009, pelo Supremo Tribunal Federal. Quanto ao mandado de segurança impetrado pelo governo italiano, contestando a decisão do ministro da Justiça de conceder status de refugiado político a Cesare Battisti, os ministros do Supremo Tribunal Federal decidiram não julgá-lo. A sessão, transmitida ao vivo pela TV Justiça, durou cerca de onze horas. O relator do caso, ministro Cezar Peluso, e mais os ministros Ellen Gracie, Carlos Ayres Britto e Enrique Ricardo Lewandowski votaram pela anulação da concessão do refúgio ao ex-militante, por entenderem tratar-se de crimes comuns. Os ministros Joaquim Barbosa, Cármen Lúcia, Eros Grau e Marco Aurélio Mello manifestaram-se pela legalidade da decisão do ministro Tarso Genro, de conceder refúgio a Battisti, o que automaticamente suspenderia o julgamento do processo de extradição pelo STF. A expectativa era de que o ministro Marco Aurélio também votasse pela suspensão do processo de extradição, mas, antes de votar, o ministro pediu vistas aos autos do processo, de modo que, mais uma vez, a decisão sobre o caso foi adiada. Caso, ao final do julgamento, houvesse empate de votos, poderia caber ao ministro Gilmar Mendes, presidente da Corte, dar o voto de desempate. Mendes era favorável à anulação da concessão do refúgio.
Ao final da sessão, o então advogado de defesa de Battisti, Luís Roberto Barroso acrescentou que, se o caso fosse considerado como matéria criminal, seria análogo ao habeas corpus - quando o empate beneficia o réu. Em 22 de setembro, o senador Eduardo Suplicy enviou ofício ao STF, encaminhando "13 Perguntas ao Ministro Relator Cezar Peluso. Equívocos e Imprecisões que podem levar um homem à Prisão Perpétua", texto elaborado pela ativista francesa Fred Vargas.
A continuação do julgamento do processo de extradição pelo Supremo Tribunal Federal ficou marcada para dia 12 de novembro de 2009. A pouco menos de dois dias para o julgamento de Battisti, o Ministro da Justiça Tarso Genro declarou que a pressão feita pela Itália para a condenação do réu era "um desaforo ao Estado brasileiro e um desaforo à democracia no país". Deu-se continuidade ao julgamento da extradição de Battisti em 12 de novembro. O julgamento começou novamente com protestos contra a extradição do ex-ativista logo após que o ministro Gilmar Mendes anunciou o início do julgamento. Apesar de serem retirados do tribunal, ainda era possível ouvir os manifestantes quando o ministro Marco Aurélio de Mello iniciou a leitura de seu voto-vista.
Marco Aurélio votou contra a extradição de Battisti, indo contra o voto do relator Antonio Cezar Peluso, empatando o julgamento em 4x4. Em 18 de novembro, o ministro-presidente Gilmar Mendes proferiu voto de desempate a favor da extradição. No mesmo dia o STF em votação posterior, também por 5 votos a 4, entendeu ser da competência do Supremo Tribunal Federal autorizar a extradição, cabendo no entanto ao executivo, na pessoa do Presidente da República a decisão sobre a execução do ato. O voto final coube ao ministro Carlos Ayres Britto que em seu pronunciamento declarou "Na medida em que o Supremo declara a viabilidade da extradição não pode impor ao presidente da República a entrega do extraditando ao país requerente".
O acórdão composto de 686 páginas, contendo os votos dos magistrados e o resultado do julgamento, só foi publicado em 16 de abril de 2010 - quase cinco meses depois de o STF ter delegado ao presidente da república a decisão sobre a extradição. Nesse ínterim, no dia 5 de março de 2010, Battisti havia sido condenado a dois anos de prisão, em regime aberto, por ter entrado no país com passaporte falso. Segundo despacho do juiz Rodolfo Kronemberg Hartmann, o tempo já servido na prisão de Brasília pelo ex-ativista não contaria para a justiça brasileira. O réu ainda pode recorrer da sentença, mas, se mantida a condenação, Battisti poderia ter que cumprir a pena no Brasil.

#### Desfecho e libertação
Em 31 de dezembro de 2010, o presidente Lula decidiu não conceder a extradição de Cesare Battisti, com base em parecer da Advocacia Geral da União. No documento, a AGU salientava que a extradição poderia ser negada com base em "razões ponderáveis para supor que a pessoa reclamada será submetida a atos de perseguição e discriminação por motivo de raça, religião, sexo, nacionalidade, língua, opinião política, condição social ou pessoal; ou que sua situação possa ser agravada por um dos elementos antes mencionados". Os advogados da União juntaram ao relatório notícias veiculadas pela imprensa italiana, incluindo declarações de integrantes do governo, sobre o tratamento que seria dado a Battisti caso fosse extraditado para a Itália.
Segundo a nota lida pelo então ministro das Relações Exteriores, Celso Amorim, o parecer considerou as cláusulas do Tratado de Extradição entre o Brasil e Itália, particularmente o seu artigo 3, item 1, alínea “f”, que cita, entre as motivações para a não extradição, a condição pessoal do extraditando. Na mesma nota, governo brasileiro manifestou também sua "estranheza em relação aos termos da nota da Presidência do Conselho dos Ministros da Itália, de 30 de dezembro de 2010, em particular com a impertinente referência pessoal ao Presidente da República." No dia 30 de dezembro, o gabinete de Berlusconi havia emitido comunicado declarando que uma possível preocupação com a deterioração do bem-estar de Battisti no caso de ser extraditado para a Itália poderia ter afetado a decisão de Lula, acrescentando que "o presidente brasileiro terá que explicar esta decisão, não apenas ao governo italiano, mas também a todos os italianos e, em particular às famílias das vítimas". No mesmo dia 30, o ministro italiano da Defesa, Ignazio La Russa, havia se declarado favorável a um boicote contra o Brasil, caso fosse negada a extradição: "Que ninguém pense que o 'não' à extradição seja sem consequências", ameaçou. Acrescentou que uma negativa de Lula seria "um ato de grande falta de coragem" .
Três dias depois da decisão do então presidente Lula, a defesa de Battisti entrou com um pedido de soltura no STF. No pedido, os advogados argumentavam que a competência do STF, no caso, já se esgotara, já que a palavra final do ex-presidente da República encerrara o assunto. Entretanto o governo italiano pediu ao STF o indeferimento da petição, alegando "absoluta falta de apoio legal". Em 4 de fevereiro de 2011, a República Italiana ajuizou reclamação contra a decisão do presidente da República, alegando que a decisão sobre a revogação da prisão do extraditando seria da competência exclusiva do plenário do Supremo Tribunal Federal. Na ocasião, o Tribunal se encontrava em recesso, e o presidente da Corte, ministro Cezar Peluso, negou a soltura imediata do preso, determinando que os autos fossem encaminhados ao relator do caso, ministro Gilmar Mendes, para apreciação, após o fim das férias coletivas.
Afinal, em 8 de junho de 2011, o STF decidiu pela libertação imediata de Cesare Battisti, preso desde março de 2007. Votaram pela libertação os ministros Luiz Fux, Carmen Lúcia, Ricardo Lewandowski, Joaquim Barbosa e Carlos Ayres Britto. O relator Gilmar Mendes e a ministra Ellen Gracie votaram pela extradição de Battisti. O presidente do STF, Cezar Peluso, também votou contra a maioria. Os ministros José Antônio Toffoli e Celso de Mello não participaram do julgamento por se julgarem impedidos. Em maio de 2014, o ministro Nefi Cordeiro, do Superior Tribunal de Justiça, decidiu extinguir a punição de Battisti por ter usado carimbos oficiais falsos do serviço de imigração brasileiro no passaporte quando ele entrou no Brasil.

### Desdobramentos

#### Pedidos de deportação
O Ministério Público Federal, através de Ação Civil Pública, questionou a situação de Cesare Battisti no Brasil. Por se tratar de estrangeiro em situação irregular, não fazia jus à obtenção de visto e nem mesmo de permanência no país. Assim, a juíza federal Adverci Rates Mendes de Abreu, titular da 20ª Vara do Distrito Federal, no final de fevereiro de 2015, decidiu pela sua deportação, pois entendeu que sua situação era irregular, já que ele havia sido condenado no país de origem por crime comum doloso (quatro assassinatos). A magistrada declarou a nulidade do ato que concedeu a permanência de Cesare Battisti no Brasil e decidiu pela sua deportação, pois entendeu que a concessão do visto permanente foi ilegal. A defesa de Battisti, por sua vez, disse que recorreria da decisão da juíza, pois, no seu entender, tratava-se de tentativa de "modificar uma decisão do Supremo Tribunal Federal e do Presidente da República". Em consequência, no dia 12 de março, o ex-ativista foi detido em sua residência, na cidade paulista de Embu das Artes. Horas depois, foi solto.
Em novembro de 2018, o presidente eleito do Brasil Jair Bolsonaro manifestou o interesse em decidir a situação de Battisti, reunindo-se como o embaixador italiano no Brasil, Antonio Bernardini. Desde a campanha eleitoral, Bolsonaro já expressava que pretendia autorizar a deportação do ex-terrorista, caso fosse eleito, opinião compartilhada pelo embaixador Bernardini e também pelo vice-primeiro-ministro da Itália Matteo Salvini.

#### Decreto de extradição
Em 13 de dezembro de 2018, o ministro Luiz Fux, do Supremo Tribunal Federal, revogou a liminar concedida por ele mesmo em outubro de 2017, que impedia a extradição de Battisti, e ordenou sua prisão pela Interpol ou pela Polícia Federal, argumentando que, uma vez que o STF entendeu pela possibilidade de extradição, não caberia à Justiça, mas ao Poder Executivo, o juízo político de sua conveniência. No dia seguinte o presidente Michel Temer assinou o decreto de extradição. Com a expedição do decreto de prisão pelo STF, Battisti foi procurado pela Polícia Federal em diversos endereços obtidos por denúncias anônimas, onde o ex-terrorista poderia estar escondido. No entanto ele não foi localizado, sendo considerado foragido da justiça, e procurado também pela Interpol.

#### Fuga do Brasil, prisão na Bolívia e retorno à Itália
Após um mês de fuga realizada diante da expedição do decreto de prisão e de mais de 30 operações da Polícia Federal para localizar o italiano, em 12 de janeiro de 2019 Battisti foi preso sem oferecer resistência em Santa Cruz de la Sierra, na Bolívia (onde residia ilegalmente), pela Polícia Boliviana - que atuou em conjunto com a Polícia Federal brasileira e a italiana. Chegou a ser cogitada uma passagem do italiano no Brasil antes de ser enviado à Itália, contudo, considerando que o governo de Evo Morales aplicou a Lei 370 de Migração, que dispõe sobre a saída obrigatória do país por sua condição ilegal, o governo italiano decidiu buscar Battisti diretamente da Bolívia. Nessa ocasião, o embaixador italiano em La Paz, Placido Vigo, explicou que foi uma decisão estratégica: "a ida direta da Bolívia para Itália, sem passar pelo Brasil, permitiu que o governo italiano não ficasse restrito à pena de 30 anos de prisão que Brasília tinha solicitado no acordo de extradição”. Dessa forma, Battisti foi enviado de avião diretamente à Itália por investigadores italianos da Interpol a fim de cumprir prisão perpétua no presídio de segurança máxima de Oristano, na ilha de Sardenha. Em 25 de março de 2019 foi anunciado que Battisti finalmente havia admitido em depoimento ter participado de quatro homicídios na Itália "Percebo o mal que causei e peço desculpas às famílias das vítimas", afirmou. Após a admissão de Battisti, o ex-presidente brasileiro Lula pediu desculpas por ter dado asilo ao italiano.

## Obras de Cesare Battisti
- Les habits d'ombre. Série Noire, Gallimard, 1992.
- L'ombre rouge. Série Noire, Gallimard, 1994.
- Nouvel an nouvelle vie. Mille et une nuits, 1994.
- L'air de rien. Autrement, 1995.
- Buena onda. Série Noire, Gallimard, 1996.
- J'aurais ta Pau. Baleine, 1977.
- Copier coller. Père Castor-Flammarion, 1997.
- Dernières cartouches. Joëlle Losfeld, 1998.
- Terres Brulées, Rivages thriller, 2000.
- Jamais plus sans fusil, éditions du Masque, 2000.
- Avenida Revoluciòn, Rivages thriller, 2001
- Le Cargo Sentimental, Joëlle Losfeld, 2003
- Vittoria, Eden Production. Ilustrações de Alain Korkos 2003
- L'eau du diamant, éditions du Masque, 2006.
- Ma Cavale, Grasset/Rivages, 2006.
- Minha fuga sem fim. Trad. Dorothée de Bruchard. São Paulo, Martins, 2007.
- Ser Bambu. Martins Fontes, 2010.